# Raccordo Chiaiano-Via Toscanella
Il Raccordo Chiaiano-Via Toscanella è un raccordo perimetrale di Napoli che collega via Toscanella all'Asse Perimetrale di Melito, passando per i quartieri Chiaiano e Marianella.
Nel tratto da via Toscanella a Chiaiano, la strada è stata nominata via dei Ciliegi.

## Storia
L'infrastruttura doveva far parte, assieme all'Asse Viario Pigna-Soccavo-Pianura, del progetto di una lunga arteria denominata Strada Occidentale. Questa avrebbe dovuto essere una nuova tangenziale nord-ovest di Napoli, collegando Soccavo con l'Asse Perimetrale di Melito, passando per via Pigna, la Zona ospedaliera, via Toscanella, Chiaiano e Marianella.
Il progetto non è andato completamente in porto ed è stata realizzata solamente una parte della strada, da via Toscanella allo sbocco sull'Asse Perimetrale. I lavori iniziarono negli anni novanta e terminarono nel 2001. In tale anno la strada venne aperta al traffico.
Da notare che la strada è incompleta: infatti la carreggiata in direzione via Toscanella non parte direttamente dall'Asse Perimetrale, ma dallo svincolo di via Giovanni Antonio Campano visto che i cantieri sull'Asse non furono mai aperti. Di conseguenza il conteggio della carreggiata in direzione via Toscanella inizia dallo svincolo di via Giovanni Antonio Campano.

## Percorso
| Raccordo Chiaiano-Via Toscanella | |       |       |
| Tipo                             | Indicazione | ↓km↓  | ↑km↑  |
|                                  | Via Toscanella | 0     | 1,0   |
|                                  | Chiaiano | 0,550 | 0,110 |
|                                  | Sottopassaggio Chiaiano                                                                                              | 0,650 | 0,220 |
|                                  | Via Giovanni Antonio Campano entrata in entrambe le direzioni, uscita solo in carreggiata direzione Asse Perimetrale | 1,0   | 0     |
|                                  | Asse Perimetrale di Melito-Scampia entrata solo in carreggiata nord                                                  | 2,0   |       |